# Succinimide
Succinimide is een organische verbinding met als brutoformule C4H5NO2. De stof komt voor als witte schilferige kristallen, die matig oplosbaar zijn in water. Het kan formeel opgevat worden als het cyclisch imide van barnsteenzuur.

## Synthese
Succinimide wordt bereid door de reactie van barnsteenzuuranhydride met ammoniak. De reactie tussen barnsteenzuur en ammoniak leidt in eerste instantie tot ammoniumsuccinaat, hetgeen door verhitting eveneens in succinimide kan worden omgezet.

## Toepassingen
Succinimide wordt ingezet bij de bereiding van verschillende andere verbindingen. Zo leidt de reactie van de halogenen difluor, dichloor, dibroom en di-jood tot vorming van respectievelijk N-fluorsuccinimide, N-chloorsuccinimide, N-broomsuccinimide en N-joodsuccinimide. Deze verbindingen worden ingezet als elektrofiele halogeneringsreagentia. Een andere afgeleide verbinding is N-hydroxysuccinimide.
Verder wordt succinimide gebruikt als grondstof voor verschillende geneesmiddelen, zoals ethosuximide, phensuximide en mesuximide.